# Ajn at-Talaba
Ajn at-Talaba (ar. عين الطلبة, fr. Aïn Tolba) – miasto w północnej Algierii, w prowincji Ajn Tumuszanat.